# Eparquía de Kharput de los armenios
La eparquía de Kharput de los armenios (en latín: Eparchia Karputensis Armenorum) fue una circunscripción eclesiástica de la Iglesia católica en Turquía. Se trataba de una eparquía armenia inmediatamente sujeta al patriarcado de Cilicia de los armenios. Fue suprimida en 1972 y a la vez restaurada como archieparquía titular. Desde su erección es sede vacante.

## Territorio y organización
La eparquía extendía su jurisdicción sobre los fieles católicos de rito armenio residentes en los sanjaks de Dersim y Mamuret-ul-Aziz en el valiato de Mamuret-ul-Aziz en el Imperio otomano. Se extendía al oriente desde el monte Chazzan, al norte las montañas Fyndiklybel, Cimen, Otlukbel, al occidente las montañas Karabel y al sur las montañas Kirvan Cimen, Karadscha y Aschyt. La conferencia armenia de Roma de 1867 dispuso que su jurisdicción fuera sobre la antiguas provincias armenias de Sofene, Antixene y Arzanene. La eparquía estaba dentro del territorio propio del patriarcado de Cilicia de los armenios.
Limitaba al este con la eparquía de Musc, al sur con la de Amida, al oeste con la eparquía de Melitene y al norte con la de Erzerum.
La sede de la eparquía se encontraba en la ciudad de Elazığ (ubicada sobre la antigua Kharput o Mezereh).

## Historia
Kharput y sus alrededores cayeron bajo el control de la dinastía selyúcida en 1085 y del Imperio otomano en 1515.
Desde la Edad Media existía en la región una diócesis de la Iglesia apostólica armenia. La labor de los misioneros mequitaristas en la primera mitad del siglo XIX condujo a la conversión de varias familias armenias al catolicismo. En 1854 el patriarca Gregorio Pedro VIII Der Asdvadzadourian solicitó a la Santa Sede que trasladara la sede del patriarcado católico armenio de Bzoummar (en el Líbano) a Kharput, pero Roma no accedió a su solicitud.
La llegada de más sacerdotes católicos a Kharput provocó un aumento en el número de creyentes armenios que se convirtieron al catolicismo. Así, la eparquía de Kharput fue erigida por el papa Pío IX el 9 de mayo de 1865 mediante la bula Assidua Romanorum, separando territorio de la eparquía de Garin o Erzerum. Inicialmente fue sufragánea de la archieparquía de Constantinopla (primacial), pero el 12 de julio de 1867 el papa Pío IX mediante la carta apostólica Reversurus trasladó la sede del patriarcado a Estambul, por lo que la eparquía de Kharput pasó bajo la jurisdicción directa del patriarcado de Cilicia de los armenios.
En 1890 se reportaron alrededor de 1700 armenios católicos, confiados al cuidado del obispo, 4 sacerdotes armenios y 3 sacerdotes capuchinos. Comprendía 3 parroquias en Arabkir, Kessirek y Tadim y estaciones misionales en Uschak, Percintsch, Garmri y Kharput.
En 1898 la Congregación de Propaganda Fide informaba que la eparquía tenía 2000 fieles, con 7 parroquias parroquias y estaciones y 2 iglesias y capillas y 5 sacerdotes. No había seminario y las escuelas católicas eran 10, con 450 alumnos y 500 alumnas).
Debido al genocidio armenio de principios del siglo XX, la eparquía, como todas las diócesis armenias turcas, perdió la mayor parte de su población. El último obispo residente fue Stefano P. Israelian, quien murió fusilado durante la deportación de la población armenia en 1915.

### Sede titular
Una sede titular católica es una diócesis que ha cesado de tener un territorio definido bajo el gobierno de un obispo y que hoy existe únicamente en su título. Continúa siendo asignada a un obispo, quien no es un obispo diocesano ordinario, pues no tiene ninguna jurisdicción sobre el territorio de la diócesis, sino que es un oficial de la Santa Sede, un obispo auxiliar, o la cabeza de una jurisdicción que es equivalente a una diócesis bajo el derecho canónico.
En 1972 todas las eparquías armenias vacantes en Turquía (mencionadas en el Anuario Pontificio como vacantes, impedidas y dispersas) fueron suprimidas y recategorizadas como sedes titulares, por lo que la archieparquía de Constantinopla abarcó desde entonces de iure todo el territorio de Turquía.
La eparquía titular de Kharput de los armenios no ha sido conferida a ningún obispo por la Santa Sede.

## Episcopologio
- Stefano A. Israelian † (9 de mayo de 1865[nota 1]-1889[8] falleció)
- Avedis Arpiarian † (23 de septiembre de 1890-20 de abril de 1898 nombrado obispo auxiliar del patriarca de Cilicia[nota 2])
- Stefano P. Israelian † (6 de febrero de 1899-junio de 1915 falleció)[9][10]

### Eparcas titulares
- Sede vacante, desde 1972